# Gervas Rozario
Gervas Rozario (ur. 15 sierpnia 1951 w Stiangaccha) – banglijski duchowny rzymskokatolicki, od 2007 biskup Rajshahi.

## Życiorys
Święcenia kapłańskie przyjął 31 grudnia 1980 i został inkardynowany do diecezji Dinadźpur. Pełnił funkcje wikariusza parafialnego oraz rektora seminarium w Suihari. W 1990 został włączony do duchowieństwa nowo powstałej diecezji Rajshahi. Rok później objął stanowisko wicerektora seminarium w Ramnie, jednocześnie wykładając w krajowym seminarium w Dhace. W latach 1996–2004 był wicerektorem uczelni w Dhace, zaś w 2004 objął probostwo w Rohanpur. Rok później został także administratorem diecezji.
15 stycznia 2007 został prekonizowany biskupem Rajshahi. Sakry biskupiej udzielił mu 22 marca 2007 bp Theotonius Gomes, ówczesny biskup pomocniczy Dhaki.
Od 2011 jest wiceprzewodniczącym banglijskiej Konferencji Episkopatu.